# 前橋市民体育館
前橋市民体育館（まえばし しみんたいいくかん）は、群馬県前橋市にある体育館。愛称は「ヤマト市民体育館前橋」。

## 概要
2016年（平成28年）にリニューアルオープンをして大部分の施設をリニューアルする。

## 沿革
- 1980年（昭和55年） 前橋市民体育館として開館する。
- 2016年（平成28年） 4月1日 耐震補強・大規模改造工事が終わり、リニューアルオープンする。また、ヤマトがネーミングライツスポンサーとなり、ヤマト市民体育館前橋となる。

## 施設

### 主競技場
冷暖房が完備されており、フロアー面積は2013.9m2である。観客収容数は2205人である。

### 副競技場
冷暖房が完備されており、フロアー面積は1051.2m2である。椅子席はなく、立見席が若干ある。

## ネーミングライツ
2016年（平成28年）4月1日からヤマトをネーミングライツスポンサーとして決定し、ヤマト市民体育館前橋という愛称がついている。契約期間は2021年3月31日までである。
2021年（令和3年）以降も引き続きヤマトがネーミングライツスポンサーとなっている。愛称も同じ。契約期間は2025年3月31日まで。

### ネーミングライツ料
ネーミングライツ料は年間250万円である。

## アクセス
- 前橋駅から約2.5kmで徒歩40分。
  - タクシーは約7分。
  - バスは永井運輸の前橋公園発 下川団地（中央通り）行き又は玉村町役場行きで前橋工科大前下車。